# Das große Finale
Das große Finale ist ein US-amerikanisches Filmdrama aus dem Jahr 1980. Das Drehbuch basiert auf einer Erzählung des Regisseurs Joel Oliansky, die er zusammen mit dem Produzenten William Sackheim verfasste.

## Handlung
Paul Dietrich ist ein desillusionierter Pianist. Trotz seines Talentes hat er es bislang nicht geschafft, sich in irgendeiner Weise profilieren zu können. Da sein Vater schwer erkrankt ist, entscheidet er sich, eine Stelle als Musiklehrer anzunehmen. Er will jedoch noch eine letzte Chance wahrnehmen, einen Wettbewerb zu gewinnen und reist nach San Francisco, wo unter der Leitung des bekannten Dirigenten Andrew Erskine eine internationale Veranstaltung stattfindet.
Paul, der mit seiner Arroganz bei den anderen Teilnehmern aneckt, kommt ins Finale der besten sechs Teilnehmer. Die anderen Finalisten sind der New Yorker Jerry DiSalvo, der nur ein Stück beherrscht, der Weltenbummler Michael Humphries, der seine Übungen gerne nackt ausübt, der Kanadier Mark Landau, der die Partituren perfekt beherrscht, jedoch ohne Emotion spielt und die Russin Tatjana Baonova, deren Lehrerin Madame Gorshew um politisches Asyl bittet.
Die sechste Teilnehmerin ist die wohlhabende junge Amerikanerin Heidi Joan Schoonover, die sich zu Paul hingezogen fühlt. Ihre Lehrerin Grata Vandemann warnt sie davor, ihre Konzentration durch persönliche Angelegenheiten zu stören. Auch Paul will sich nicht stören lassen und weist Heidi zurück. Paul ist von seiner eigenen Schroffheit erschüttert und trifft sich mit Heidi, der er seine Situation schildert. Die beiden schlafen miteinander. Kurz vor dem Finale wird Heidi bewusst, wie viel Paul der Sieg bedeutet. Sie will ihre Teilnahme absagen, woraufhin die wütende Greta Paul vorwirft, Heidi Schuldgefühle eingeredet zu haben.
Paul schafft es, Heidi zur weiteren Teilnahme zu bewegen. Das Finale beginnt, alle Teilnehmer geben ihr Bestes. Heidis Piano hat eine Fehlfunktion, was ihre Vorstellung stoppt. Heidi fordert eine neue Chance, erhält sie und spielt meisterhaft. Sie wird zur Gewinnerin erklärt, Paul belegt den zweiten Platz. Heidi ist glücklich, denn sie und Paul wollen Partner werden. Doch Paul leidet an der erneuten Niederlage und bleibt der Siegesfeier fern. Doch er besinnt sich eines Besseren und kehrt zu Heidi zurück.

## Kritiken
Das Lexikon des internationalen Films sah den Film als „Melodram in bekanntem Hollywood-Stil, das jedoch nicht nur Gefühle mobilisiert, sondern durch zahlreiche Ausschnitte aus berühmten Klavierkonzerten auch einen Überblick über die einschlägigen Werke ermöglicht. Trotz aller Banalität eine erfrischende Unterhaltung aus der Traumfabrik.“
Janet Maslin von der New York Times schrieb, der Film sei nicht weichherzig, sondern versuche, ernsthaft zu sein. Doch die großen sentimentalen Momente machen den Film wieder weich und zärtlich.
Die Variety wirft dem Regisseur vor, die Künstlerwelt zwar schlagfertig aber zynisch zu betrachten. Seine trostlose Charakterstudie sei jedoch tölpelhaft, was durch seinen schlechten visuellen Stil und sein fehlendes Musikgefühl bedingt sei.

## Auszeichnungen
So zwiespältig wie die Kritik waren auch die Auszeichnungen bzw. Nominierungen.
Auf der einen Seite wurden 1981 David E. Blewitt in der Kategorie Bester Schnitt und Lalo Schifrin und Will Jennings für das Lied People Alone (gesungen von Randy Crawford) in der Kategorie Bester Song für den Oscar nominiert. Zudem wurde Lalo Schifrin auch für den Golden Globe in der Kategorie Beste Filmmusik nominiert.
Jedoch wurde auf der anderen Seite Richard Dreyfuss als schlechtester Schauspieler für die Goldene Himbeere bei der ersten Verleihung dieser „Auszeichnung“ nominiert.

## Hintergrund
Die Premiere hatte der Film am 3. Dezember 1980. In Deutschland erschien er erstmals am 28. August 1981 in den Kinos.